# Peter Žulj
Peter Žulj (Wels, 9 giugno 1993) è un calciatore austriaco, di origini croate, centrocampista del Buriram Utd.

## Biografia
Ha un fratello più grande anch'egli calciatore, Robert Žulj.

## Carriera

### Nazionale
Ha giocato nelle nazionali giovanili austriache Under-17, Under-19 ed Under-21.
Tra il 2018 ed il 2020 ha giocato complessivamente 11 partite con la nazionale maggiore austriaca.

## Palmarès

### Club

#### Competizioni nazionali
- Coppa d'Austria: 1

Sturm Graz: 2017-2018
- Thai League: 1

Buriram United: 2024-2025
- Thai FA Cup: 1

Buriram United: 2024-2025